# En primeur

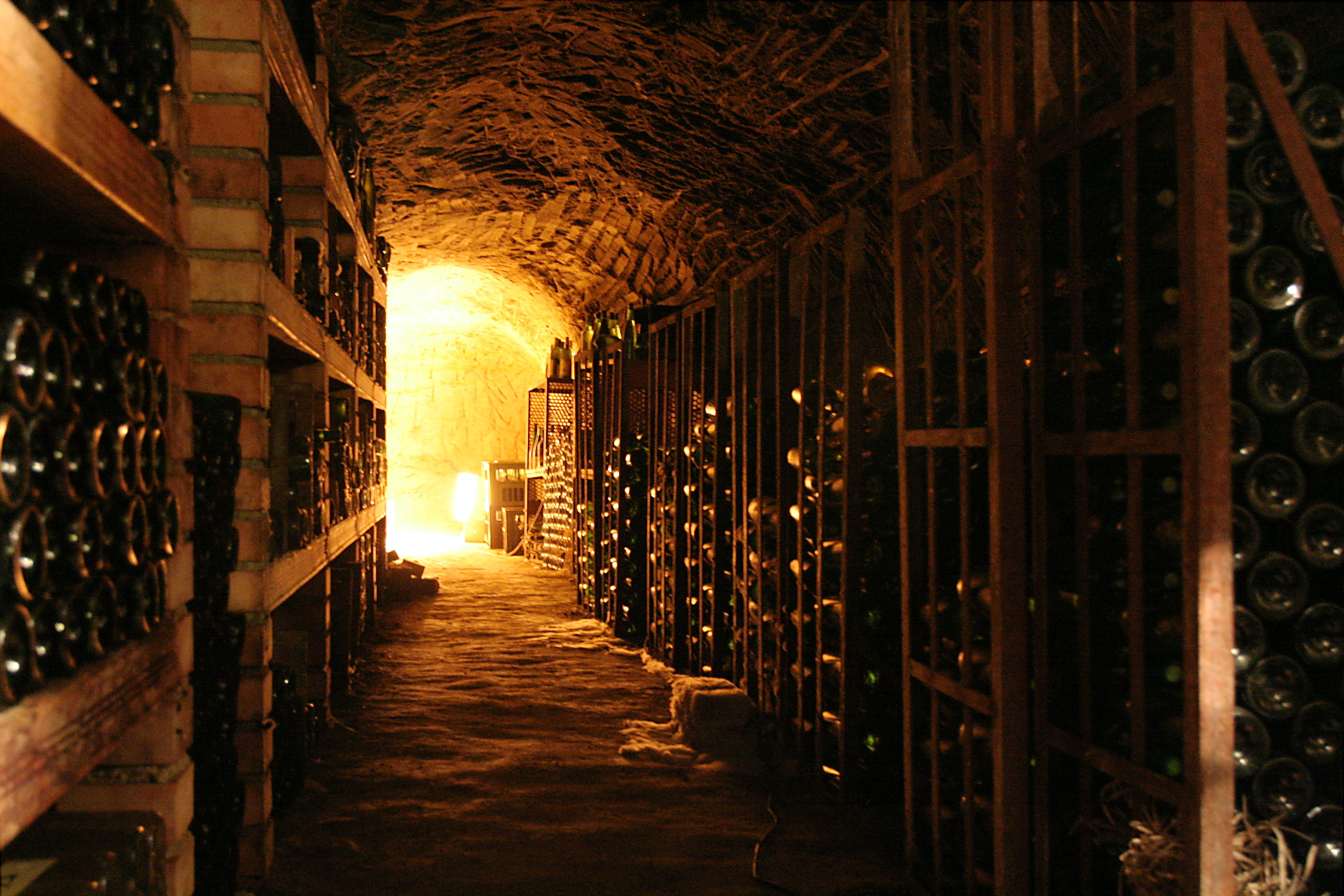
Bodegas de vino

En primeur es una modalidad de contrato de futuros típica de la comercialización del vino. Es un método de adquirir vinos temprano, mientras una cosecha está aún en barrica, ofreciendo al cliente la oportunidad de invertir en un vino en particular antes de que se embotelle. El pago se realiza en uno de los primeros momentos, entre un año o año y medio antes del lanzamiento oficial de una cosecha.
El concepto se aplica sobre todo a vino de bodegas que compiten por los primeros niveles del ranking año tras año, cuyo producto puede incrementar su valor conforme pasan los años. La ventaja de adquirir vinos en primeur es que normalmente saldrá más barato que lo que costarán una vez se embotelle y se lance al mercado.
Los vinos más ofrecidos en primeur son los de Burdeos, el Ródano, Borgoña y Oporto, aunque otras regiones están adquiriendo la práctica.